# Nicolaus von Avancini
Nicolaus von Avancini S. J. (* 1. Dezember 1611 in Brez/Trentino; † 6. Dezember 1686 in Rom) war Jesuit, Pädagoge, Dichter und lateinischer Dramatiker der Barockzeit.

## Leben und Werk
Als Mitglied eines alten Südtiroler Adelsgeschlechts kam Avancini in Brez zur Welt. Er besuchte das Grazer Jesuitengymnasium und trat 1627 dem Orden bei. An der Grazer Jesuiten-Universität studierte er ab 1630 Philosophie und lehrte ab 1633 Philosophie und Rhetorik an den Jesuitengymnasien von Triest, Agram und Laibach. 1637 setzte er seine Studien in Wien fort und verblieb dort anschließend als theologischer Dozent.
Die Wiener Jahre brachten ihn auf den Höhepunkt seines dramatischen Schaffens. Seine mit deutschen Periochen (Programmheften) versehenen lateinischen Stücke wurden in prachtvollen Inszenierungen mit
großem maschinellen Aufwand auf die Bühne gebracht und erzielten signifikante Publikumserfolge. Seine Pietas victrix wurde vor dreitausend Zuschauern einschließlich des gesamten Kaiserhofs uraufgeführt. Insgesamt verfasste er etwa vierzig Schuldramen.
Sein erfolgreichstes Werk war das asketische Erbauungsbuch nach dem Vorbild des Thomas von Kempen, genannt Vita et doctrina Jesu Christi, das bis 1750 über dreißig Mal nachgedruckt wurde.
Im Orden erfüllte er zahlreiche prominente Funktionen. Nach 1665 diente er nacheinander als Rektor der jesuitischen Kollegien bzw. Universitäten von Passau, Wien und Graz. Später diente er als Ordensprovinzial für Böhmen, danach als Assistent des Jesuitengenerals in Rom.